# Instituto de Estudios Ambientales IDEA

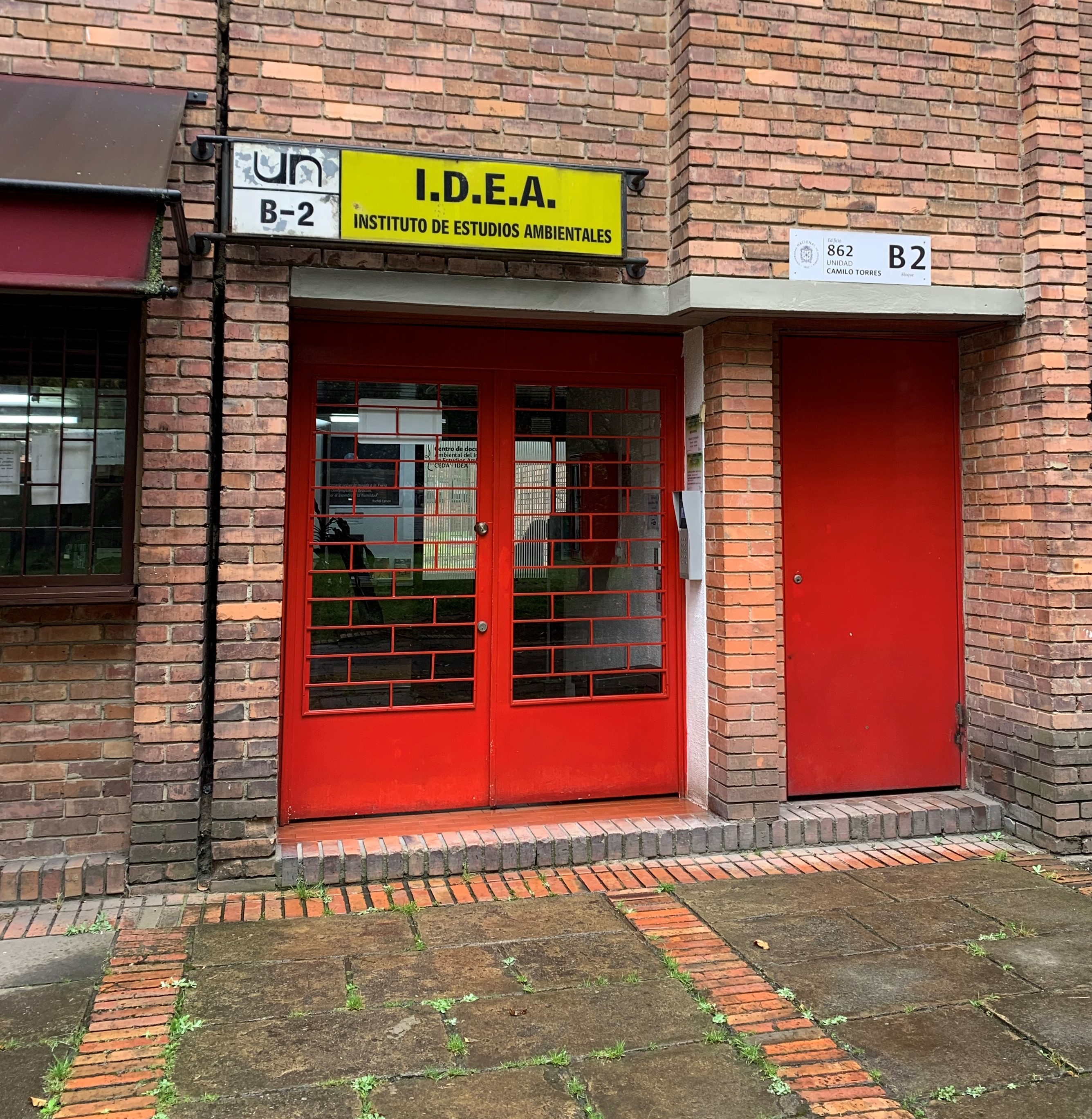
Instituto de Estudios Ambientales de la Universidad Nacional de Colombia - Sede Bogotá

El Instituto de Estudios Ambientales (IDEA) de la Universidad Nacional de Colombia se constituyó en 1989 como un organismo interfacultades e intersedes mediante el Acuerdo n.º 127 de 1989 del Consejo Superior Universitario. Sus funciones misionales han sido la investigación, la formación y la extensión en temas ambientales, enfocadas en las relaciones complejas entre ecosistemas y culturas, desde una mirada participativa e interdisciplinaria en integración con otras instituciones científicas y sociales del país.
Nace en respuesta a la necesidad de incrementar la capacidad nacional para una gestión política, científica y tecnológica del medio ambiente y de los recursos naturales. Además de ello, se propone como un mecanismo para ampliar la participación de la Universidad Nacional en el análisis de las relaciones sociedad-naturaleza. Se crea entonces como una unidad académica de carácter interdisciplinario con capacidad para orientar y coordinar los estudios ambientales en la Universidad.

## Historia
Como resultado de las actividades adelantadas por el Comité de Área de Estudios Ambientales de la Universidad Nacional, bajo la coordinación del profesor Germán Márquez, se elaboró el documento “Propuesta para una Política Ambiental de la Universidad Nacional” (1987) donde se proponía que la Universidad asumiera el compromiso de incorporar la temática ambiental en su accionar académico, así como la creación de un centro de estudios ambientales como ejecutor de dicha política.
Se instaló en la sede Bogotá en marzo de 1991, bajo la dirección del profesor Augusto Ángel Maya.Posteriormente, en 1994, se gesta en el instituto la propuesta para la creación de un programa de posgrado en estudios ambientales, proceso que culmina en 1998, con la creación del Programa de Maestría en Medio Ambiente y Desarrollo - PMAD, hoy activo en las sedes Bogotá (bajo la administración de la Facultad de Ciencias Económicas), Manizales y Medellín.
El programa de maestría en Medio Ambiente y Desarrollo - PMAD de la sede Bogotá, cuya coordinación académica se encuentra en manos del IDEA, recibió el 1 de marzo de 2022 la acreditación de alta calidad del Ministerio de Educación Nacional de Colombia, por un término de 8 años.

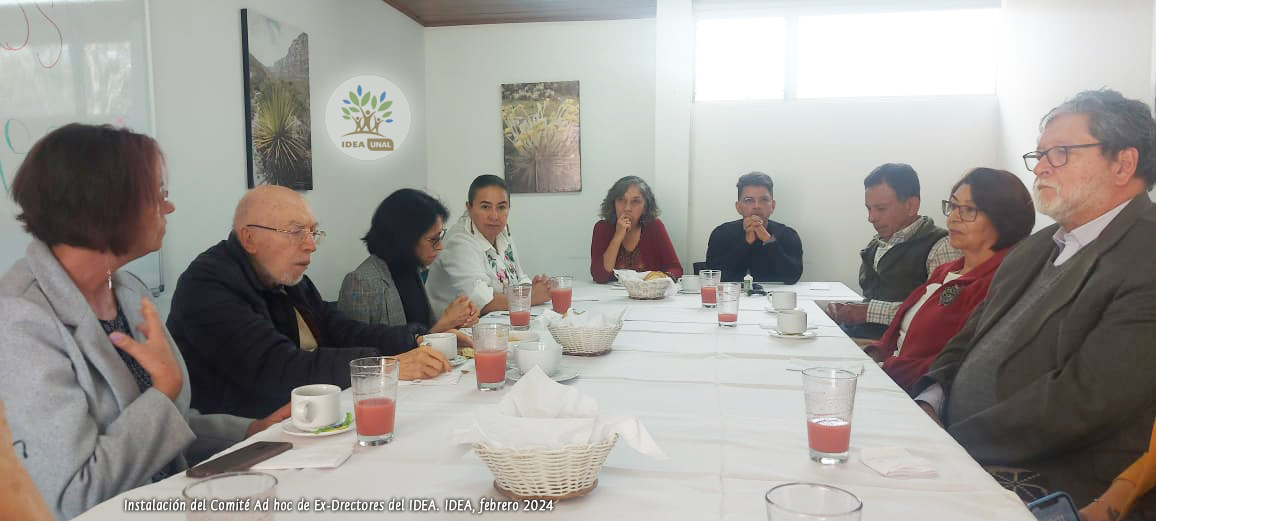
Directores del Instituto de Estudios Ambientales IDEA de la Universidad Nacional de Colombia, sede Bogotá

### Directores
- Augusto Ángel Maya (1990- 1993)

- Julio Carrizosa Umaña (1993- 1998)
- Jairo Sánchez Acosta (1999- 2001)
- Germán Márquez Calle (2001- 2005)
- Laura Cecilia Osorio Muñoz (2005- 2006)
- Tomás León Sicard (2006- 2010)
- Nohra León Rodríguez (2010- 2014)
- Carmenza Castiblanco Rozo (2014- 2018)
- Susana Barrera Lobatón (2018- 2022)
- Sara Eloísa Del Castillo Matamoros (2022- Actualidad)

### Sedes
- Sede Bogotá 1989. ( Acuerdo n.º 127 del 28 de diciembre de 1989)
- Sede Manizales 1991. (Acuerdo 103 del CSU.30 -10-1991)
- Sede Palmira 1993.
- Sede Medellín 1994.

## Objetivos
El objetivo central del Instituto de Estudios Ambientales (IDEA) de la Universidad Nacional de Colombia es contribuir al conocimiento complejo del ambiente, comprendido como las relaciones entre los ecosistemas y la cultura; a través de la investigación, la formación y la extensión. De esta manera, busca proponer soluciones viables a los problemas y conflictos ambientales que enfrenta el país, promoviendo la construcción del pensamiento ambiental y el desarrollo de sociedades sustentables.
Las actividades de investigación, formación y extensión del IDEA se fundamentan en la colaboración interdisciplinaria e interinstitucional con el propósito de comprender y proponer soluciones a las problemáticas y oportunidades derivadas de la interacción entre sociedad y naturaleza, en la búsqueda de la transformación social hacia la sustentabilidad.

## Programas académicos
La generación de conocimiento sobre el ambiente, la promoción del uso sustentable de los recursos y las propuestas de solución a problemas regionales que afectan la calidad de vida de los grupos humanos se logra mediante la investigación científica y el avance tecnológico, implementados a través de los programas académicos de posgrado, diplomados y proyectos académicos del IDEA en cinco áreas de investigación: Estudios Ambientales Agrarios, Gestión Ambiental, Economía, Ambiente y Desarrollo, Ecología, Conflictos Ambientales y Territorio, Estudios de Impacto Ambiental y Pensamiento y Educación Ambiental.
Los programas académicos ofertados desde el IDEA son:
- Doctorado en Estudios Ambientales
- Doctorado en Agroecología
- Maestría en Medio Ambiente y Desarrollo
- Especialización Turismo, Ambiente y Territorio

## Investigación
El grupo de investigación se creó en el año 1989. Este incorpora un enfoque de investigación centrado en una dimensión integral del ambiente, constituido por lo ecosistémico, social, económico, político, científico y tecnológico, incluyendo aspectos éticos y estéticos del conocimiento.
Las líneas de investigación que lidera el Instituto son: Economía y ambiente, Estudios ambientales agrarios, Estudios de impacto ambiental, Ecología conflictos ambientales y Territorio, cultura y educación ambiental.

### Estudios ambientales agrarios
Se enfoca en el estudio diverso de las relaciones entre la agricultura y los sistemas económicos, tecnológicos, sociales y políticos. Analiza los distintos modelos de desarrollo y su impacto en áreas rurales y sociedades agrícolas, proponiendo alternativas de producción agraria, construcción de paz y protección de los servicios ambientales y ecosistemas. Esta línea ha desarrollado la propuesta de Estructura Agroecológica Principal (EAP) que integra indicadores bioecológicos y socioculturales para la caracterización de agroecosistemas.

### Estudios de Impacto Ambiental
Investiga alrededor de soluciones posibles a problemas sociales desde el desarrollo y análisis de metodologías y aportes teóricos a la evaluación de impacto ambiental y el proceso de licenciamiento ambiental en Colombia junto con el Ministerio de Ambiente y Desarrollo Sostenible. 

### Ecología, conflictos ambientales y territorio
Trabaja en la construcción de alternativas de manejo de la diversidad biológica colombiana desde la perspectiva de la sustentabilidad, sobre la base del pensamiento ambiental, analizando los modos de ocupación y apropiación presentes. Ha aportado, por ejemplo, a la medición de indicadores de contaminación del agua y a la documentación e identificación de conflictos por malas prácticas de gestión del territorio y el desconocimiento de los mecanismos de participación.
El Instituto de Estudios Ambientales de la sede Bogotá junto con la Fundación Universidad de América, editan la revista Gestión y Ambiente, que aloja artículos originales de temas relacionados con ambiente y desarrollo, aportando a la comprensión de las relaciones entre los sistemas sociales y naturales.

## Proyectos

### Programa de Apoyo a la Formación Doctoral (PAFD)
El IDEA suscribió en el 2018 el convenio marco de cooperación entre la Universidad Nacional de Colombia y la Universidad de Bonn y el convenio específico entre el IDEA y el Centro de Estudios para el Desarrollo- ZEF. El proyecto, “Programa de Apoyo a la Formación Doctoral (PAFD)” es financiado por el Servicio Alemán de Intercambio Académico dentro de su programa “Bilateral SDG Graduate School”.
Las actividades de este programa incluyen becas a estudiantes doctorales, investigadores postdoctorales, estancias de investigación en Alemania, publicaciones y organización de eventos conjuntos.
El programa aporta a los objetivos de desarrollo sostenible en los temas de derechos territoriales, uso y acceso a la tierra y los bienes naturales, conflictos ambientales y estrategias territoriales de construcción de paz.

### Centro Transnacional para Transiciones Justas en Energía, Clima y Sustentabilidad- TRAJECTS
TRAJECTS es uno de los cuatro Centros Globales del Clima y el Ambiente del DAAD, cuya misión es  fortalecer la investigación y la educación para la sustentabilidad, además de promover el intercambio de conocimientos y estrategias en relación con las transiciones justas desde el manejo sustentable de los ecosistemas y la salida de la dependencia de energía fósil.
Los miembros fundadores del convenio TRAJECTS son la Universidad Nacional de Colombia, la Universidad del Magdalena, la University of Cape Town y la Technische Universität Berlin, siendo el IDEA de la Universidad Nacional sede Bogotá el coordinador del centro en Latinoamérica, cuya función es garantizar el desarrollo de las actividades académicas y administrativas para la cooperación y las estrategias de intercambio entre los socios del convenio.

### Observatorio de Conflictos Ambientales - OCA
El Observatorio de Conflictos Ambientales - OCA del Instituto de Estudios Ambientales, se creó en el año 2014 con el fin de desarrollar investigación y ahondar en el conocimiento sobre los conflictos ambientales en el país. En el año 2018 se lanzó la plataforma del observatorio con el objetivo de facilitar el acceso a la información y centralizar la documentación de las investigaciones realizadas. 
El Observatorio del IDEA ha abordado 31 conflictos ambientales en Colombia, sobre los siguientes enfoques: biodiversidad, gestión del agua, gestión territorial, infraestructura, minería y energía y agropecuario y tierras.